# Olga Čechová (výtvarnice)
Olga Čechová (6. dubna 1925 Brno – 24. listopadu 2010 Praha) byla česká malířka, básnířka, ilustrátorka, grafička a typografka.

## Život
Maturovala roku 1944 na Škole uměleckých řemesel v Brně, poté v letech 1946–1951 vystudovala obor knižní grafika a ilustrace na Vysoké škole uměleckoprůmyslové v Praze pod vedením profesorů Karla Svolinského a Antonína Strnadela. Po studiu a mateřské dovolené začala pracovat jako ilustrátorka dětských knih a časopisů.

## Dílo

### Knižní ilustrace
- 1958 Veselá kniha pohádek, Státní nakladatelství dětské knihy Praha
- 1961 Okřídlené léto, Státní nakladatelství dětské knihy, Praha
- 1968 Pohádky pro poškoláky, Nakladatelství Kruh, Hradec Králové
- 1968 Na sotnách, Československý spisovatel, Praha
- 1970 Maják na Humřím útesu, Albatros Praha
- 1976 Sviť, sluníčko, sviť, Albatros Praha
- 1976 Sedm pádů, Albatros Praha
- 1981 My s Hankou, Albatros Praha
- 1982 Katka má starosti, Nakladatelství Blok, Brno
- 1983 Dana a Niki Lauda, Albatros Praha
- 1984 Bratříček a sestřička, Albatros Praha
- 1987 Fantastický dekameron, Československý spisovatel, Praha
- 1988 Pohádky pro všední den, Artia Praha
- 1998 Kruh prstenu (Láska a sex v životě a literatuře světa srdcem a rukama českých malířů a sochařů), Nadace Universitas Masarykiana v Brně

### Vlastní knihy
- Sedm pádů, Albatros Praha 1976
- Šest básní (Výběr z poezie Olgy Čechové), 1984

### Typografie
- Čestmír Kafka – dílo (Katalog)

## Výstavy (výběr)
- 1965 Galerie Mladá fronta Praha
- 1970 Galerie Hollar, Praha
- 1978 Galerie Díla – ČFVU Zlatá ulička, Praha
- 1983 Galerie Albatros, Praha
- 1985 Kresby, Staroměstská radnice, Praha
- 1988 Ilustrace, Oblastní galerie Liberec, Liberec
- 1993 Olga Čechová: Duha radosti a znamení času, Atrium na Žižkově
- 1999 Galerie Mánes, Praha
- 2003 Texty, kresby, grafika 1948–2000, Severočeská galerie výtvarného umění v Litoměřicích
- 2011 Pocta Olze Čechové, Galerie moderního umění, Roudnice nad Labem